# Thymelaea argentata
Thymelaea argentata är en tibastväxtart som först beskrevs av Jean-Baptiste de Lamarck, och fick sitt nu gällande namn av Carlos Pau. Thymelaea argentata ingår i släktet sparvörter, och familjen tibastväxter. Inga underarter finns listade i Catalogue of Life.